# Pteronotropis
Pteronotropis is een geslacht van straalvinnige vissen uit de familie van Cyprinidae (Eigenlijke karpers).

## Soorten
- Pteronotropis euryzonus (Suttkus, 1955)
- Pteronotropis grandipinnis (Jordan, 1877)
- Pteronotropis hubbsi (Bailey & Robison, 1978)
- Pteronotropis hypselopterus (Günther, 1868)
- Pteronotropis merlini (Suttkus & Mettee, 2001)
- Pteronotropis metallicus (Jordan & Meek, 1884)
- Pteronotropis signipinnis (Bailey & Suttkus, 1952)
- Pteronotropis stonei (Fowler, 1921)
- Pteronotropis welaka (Evermann & Kendall, 1898)